# Hiệp định thương mại
Hiệp định/ thỏa thuận thương mại (còn được gọi là hiệp ước thương mại) là một hiệp định hoặc thỏa thuận thuế, thuế quan và thương mại rộng rãi thường bao gồm bảo lãnh đầu tư.  Nó tồn tại khi hai hoặc nhiều quốc gia đồng ý về các điều khoản giúp họ giao dịch với nhau.  Các hiệp định thương mại phổ biến nhất là các loại hình thương mại tự do và ưu đãi được ký kết nhằm giảm (hoặc loại bỏ) thuế quan, hạn ngạch và các hạn chế thương mại khác đối với các mặt hàng được giao dịch giữa các bên ký kết.
Logic của các hiệp định thương mại chính thức là họ phác thảo những gì được thỏa thuận và các hình phạt cho sự sai lệch so với các quy tắc được đặt ra trong thỏa thuận.  Do đó, các hiệp định thương mại làm cho sự hiểu lầm ít có khả năng xảy ra hơn, và tạo niềm tin cho cả hai bên rằng gian lận sẽ bị trừng phạt; điều này làm tăng khả năng hợp tác lâu dài. Một tổ chức quốc tế, chẳng hạn như IMF, có thể khuyến khích hợp tác hơn nữa bằng cách giám sát việc tuân thủ các thỏa thuận và báo cáo các nước thứ ba về các vi phạm.  Giám sát của các cơ quan quốc tế có thể cần thiết để phát hiện các hàng rào phi thuế quan, đó là những nỗ lực trá hình trong việc tạo ra các rào cản thương mại.
Các hiệp định thương mại thường gây tranh cãi về mặt chính trị vì chúng có thể thay đổi phong tục kinh tế và làm sâu sắc thêm sự phụ thuộc lẫn nhau với các đối tác thương mại. Tăng hiệu quả thông qua "giao dịch tự do" là mục tiêu chung. Phần lớn, các chính phủ đều ủng hộ các hiệp định thương mại tiếp theo.
Tuy nhiên, đã có một số lo ngại được thể hiện bởi WTO. Theo Pascal Lamy, Tổng giám đốc WTO, sự phổ biến của RTA Ấn... là mối quan tâm về chăn nuôi - mối quan tâm về sự không thống nhất, nhầm lẫn, tăng chi phí theo cấp số nhân cho kinh doanh, không thể đoán trước và thậm chí không công bằng trong quan hệ thương mại."  Quan điểm của WTO là trong khi các hiệp định thương mại điển hình (được gọi là "ưu đãi" hay "khu vực" của WTO) hữu ích ở một mức độ nào đó, thì việc tập trung vào các hiệp định toàn cầu trong khuôn khổ WTO là có lợi hơn nhiều như các cuộc đàm phán của vòng Doha hiện tại.
Phong trào chống toàn cầu hóa phản đối các thỏa thuận như vậy gần như theo định nghĩa, nhưng một số nhóm thường liên minh trong phong trào đó, ví dụ: các đảng xanh, tìm kiếm thương mại công bằng hoặc giao dịch an toàn điều tiết những gì họ cho là tác động xấu của toàn cầu hóa.

## Phân loại các hiệp định thương mại

### Theo số lượng và loại người ký
Có ba loại thỏa thuận thương mại khác nhau. Đầu tiên là thỏa thuận thương mại đơn phương, đây là những gì xảy ra khi một quốc gia muốn thực thi một số hạn chế nhất định nhưng không có quốc gia nào khác muốn áp đặt chúng. Điều này cũng cho phép các quốc gia giảm số lượng hạn chế thương mại. Đó cũng là điều không thường xuyên xảy ra và có thể làm suy yếu một quốc gia.
Thứ hai được phân loại là  song phương  (BTA) khi được ký giữa hai bên, trong đó mỗi bên có thể là một quốc gia (hoặc lãnh thổ hải quan), khối thương mại hoặc một nhóm các quốc gia không chính thức (hoặc lãnh thổ hải quan khác). Khi cả hai quốc gia nới lỏng các hạn chế thương mại của mình để giúp đỡ các doanh nghiệp để họ có thể phát triển tốt hơn giữa các quốc gia khác nhau, điều này chắc chắn sẽ giúp giảm thuế và điều đó giúp họ nói về tình trạng thương mại của họ '. Thông thường điều này xoay quanh các ngành công nghiệp trong nước lắng xuống. Chủ yếu là các ngành công nghiệp thuộc ngành công nghiệp ô tô, dầu hoặc thực phẩm.
Một thỏa thuận thương mại được ký giữa nhiều bên (thường là láng giềng hoặc trong cùng khu vực) được phân loại là "đa phương". cái này là khó nhất để làm việc Thường liên quan đến ba hoặc nhiều quốc gia. Với nhiều quốc gia có liên quan, chắc chắn khó đàm phán hơn. Họ cũng khó đối phó hơn vì mỗi quốc gia có tập hợp những thứ họ cần và muốn. Một khi loại thỏa thuận thương mại này được giải quyết, nó trở thành một thỏa thuận rất mạnh mẽ. Nó bao gồm một khu vực lớn hơn trên thế giới. Hiệp định thương mại đa phương lớn nhất là Hiệp định thương mại tự do Bắc Mỹ giữa Hoa Kỳ, Canada và Mexico là ba quốc gia liên quan đến.